# Naivasha (jezero)
Naivasha  (svahilsky Ziwa Naivasha, anglicky Lake Magadi) je sladkovodní jezero v Keni, které se nachází v blízkosti stejnojmenného města v provincii Nakuru severozápadně od Nairobi. Je součástí Velké příkopové propadliny. Jméno pochází z místního jazyka Masajů, v němž "nai'posha" znamená "divoká voda", což odráží, že na jezeře mohou náhle vznikat bouře. Jezero má rozlohu 139 km². Dosahuje průměrné hloubky 6 m a maximální hloubky 30 m. Nachází se v nadmořské výšce 1884 m.

## Poloha
Jezero se nachází v místech, kde se střetávají sopečné skály a jezerní usazeniny, které jsou pozůstatkem velkého čtvrtohorního jezera. Na jezeře se nachází ostrov Crescent.

## Vodní režim
Kromě nestálých potoků se do jezera vlévají nevysychající řeky Malewa a Gilgil. Vodní plocha je obklopena bažinami o rozloze 64 km². Viditený odtok nemá žádný, ale vzhledem k tomu, že má relativně sladkou vodu, předpokládá se podzemní odtok. Jako odtok z jezera vznikla Njorowská soutěska, která tvoří vstup do národního parku Hell's Gate a jejíž dno se nachází nad hladinou jezera.

## Ekologie
Jezero je znečištěno okolními farmami na rostliny. (Viz Země-krásná -neznámá III)

## Využití
Na severovýchodním břehu se nachází stejnojmenné město.